# Lianhua
Der Kreis Lianhua (chinesisch 莲花县, Pinyin Liánhuā Xiàn) ist ein Kreis im Westen der chinesischen Provinz Jiangxi. Er gehört zum Verwaltungsgebiet der bezirksfreien Stadt Pingxiang. Der Kreis hat eine Fläche von 1.063 km² und zählt 236.328 Einwohner (Stand: Zensus 2010). Sein Hauptort ist die Großgemeinde Qinting (琴亭镇).